# Chora Botor
Pour le woreda dans la zone Buno Bedele, voir Chora (woreda).
Chora Botor ou Chora est un woreda de l'ouest de l’Éthiopie situé dans la  la zone Jimma  de la région Oromia. Il compte 91 738 habitants en 2007. Son chef-lieu est Kara.

## Situation
Détaché du woreda Limmu Kosa au début des années 2000[réf. souhaitée], Chora Botor est limitrophe de la zone Mirab Shewa au nord-est et, sur une courte distance, de la région des nations, nationalités et peuples du Sud (RNNPS) à l'est. Il est entouré dans la zone Jimma par Limmu Sakka, Sokoru, Tiro Afeta et Limmu Kosa.
Ses limites suivent approximativement le cours des rivières Gibe et Gilgel Gibe[réf. souhaitée].
Son chef-lieu, Kara, est à près de 120 km au nord-est de Jimma.

## Population
Le recensement national de 2007 fait état pour ce woreda d'une population totale de 91 738 habitants dont 1 % de citadins qui sont les 1 043 habitants de Kara. La majorité des habitants (65 %) sont musulmans, 29 % sont orthodoxes et 5 % sont protestants.
En 2022, la population est estimée à 128 952 personnes avec une densité de population de 79 personnes par km2 et 1 628 km2 de superficie.